# Réville
Réville är en kommun i departementet Manche i regionen Normandie i norra Frankrike. Kommunen ligger i kantonen Quettehou som tillhör arrondissementet Cherbourg. År 2022 hade Réville 1 038 invånare.

## Befolkningsutveckling
Antalet invånare i kommunen Réville
| Referens: INSEE |